# Abi (mitologia egizia)
Abi (anche Aba) era un'antica divinità egizia dei morti attestata fin dal Medio Regno.

## Medio Regno
Nei testi dei sarcofagi del Medio Regno è attestata l'idea che il defunto assuma le sembianze di una pantera nel duat. Un coltello magico presenta una raffigurazione della dea Mafdet, che indica il carattere solare e celeste della pantera. Su di esso si può vedere la fase del corso del sole. L'intera composizione, compresa la testa di pantera, si conclude con le ali di una creatura irriconoscibile. Gli egittologi individuano quindi l'azione nel corpo della pantera celeste.
Più o meno nello stesso periodo si fece riferimento, per la prima volta, alla pantera femmina, che nell'Antico Regno era considerata come una "pantera divina partoriente" (Netjeret Pehet) sul rilievo nella camera del mondo del santuario solare di Niuserra.

## Nuovo Regno
Nel Nuovo Regno venne alla ribalta la funzione protettiva della divinità Abi. Gli artigli (anut) della divina pantera Abi "sono sul defunto" e quindi lo proteggono dalle forze del male.

## Periodo greco-romano
A partire dal periodo greco-romano, Abi era inizialmente una manifestazione sia di Anubi che di Nefti. La storia dell'origine della funzione protettiva della pelle di pantera è direttamente correlata: si dice che nei primi tempi il sacerdote Sem usasse la pelle di pantera come funzione protettiva magica, poiché Seth, in fuga da Thoth e Anubi, si trasformò in una pantera celeste, che fu poi catturata e bruciata. Con l'applicazione dell'imiut ritirato della pantera, il pericolo fu scongiurato da Seth.